# Sarov
Sarov (en russe : Саров) est une ville fermée de l'oblast de Nijni Novgorod, en Russie. Elle reprit son nom d'origine en 1995, après s'être appelée Kremliov (Кремлёв) de 1991 à 1995. De longue date lieu saint de la religion chrétienne orthodoxe, elle abrite depuis 1946, sous le nom de code Arzamas-16 (russe : Арзамас-16), un site de recherche secret sur les armes nucléaires. Sa population était de 93 751 habitants lors du recensement de 2023.

## Géographie
Sarov se trouve à 61 km au sud-ouest d'Arzamas, à 161 km au sud-sud-ouest de Nijni Novgorod et à 373 km à l'est-sud-est de Moscou.

## Histoire

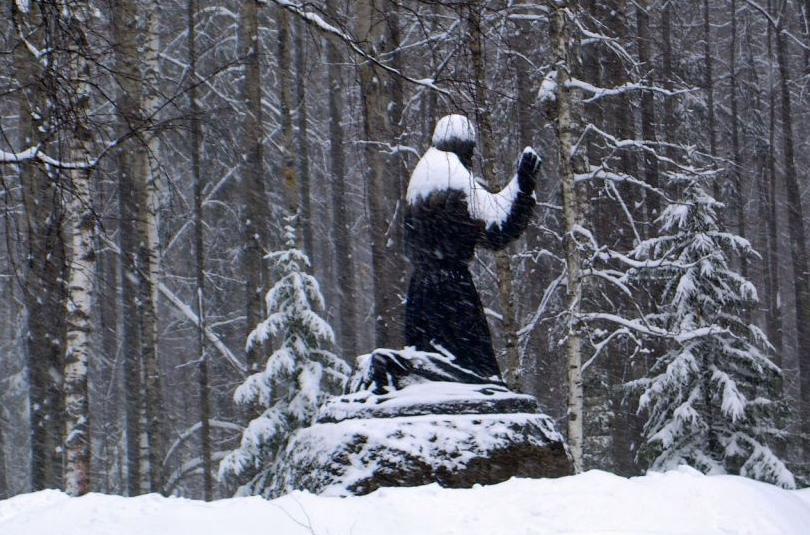
La statue de saint Séraphin à Sarov.

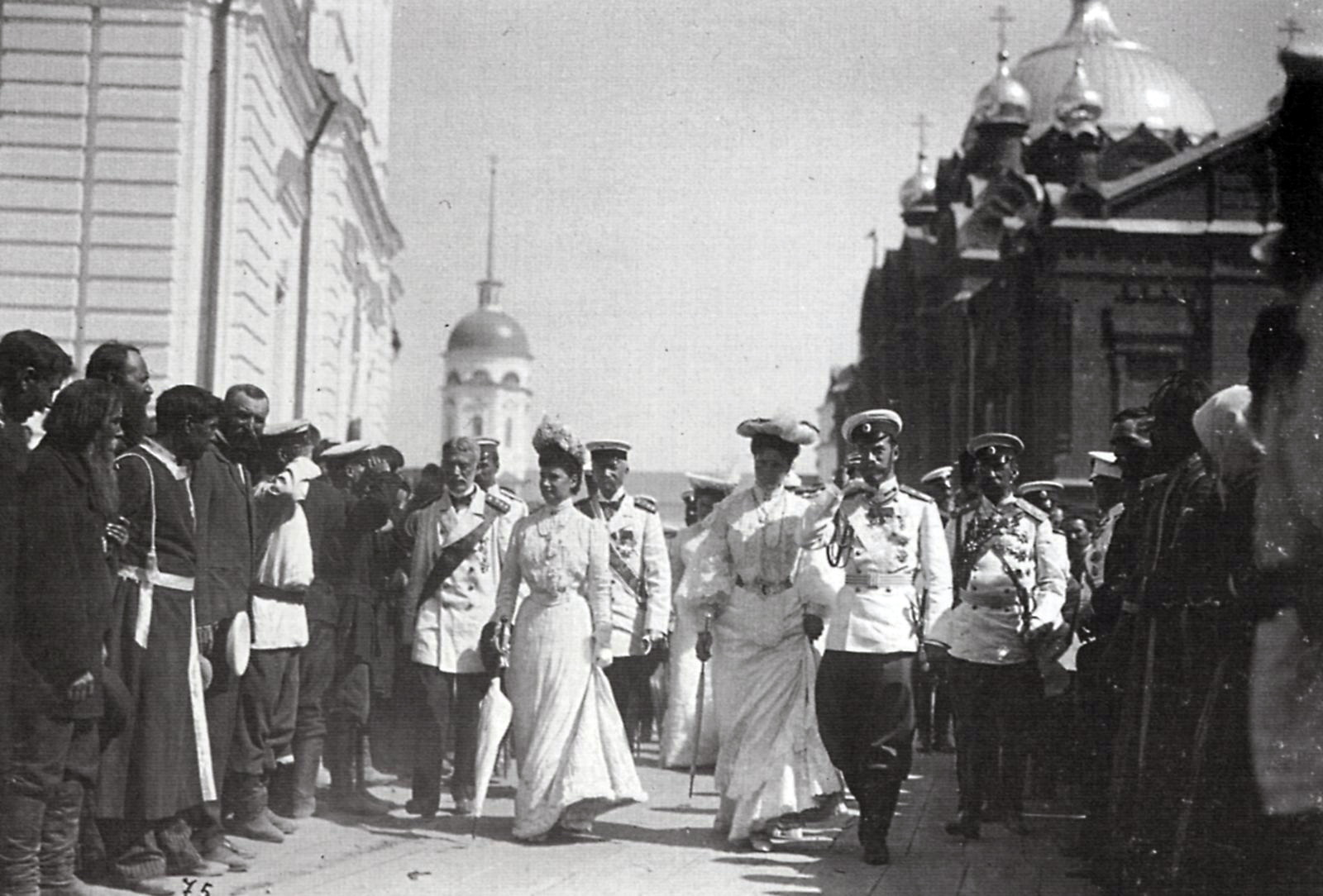
Visite de la famille impériale à Sarov en 1903.

La plus ancienne implantation humaine connue à Sarov est celle de populations mordves qui se sont installées sur ce site aux XIIe – XIIIe siècles. En 1298, la ville fut prise par les Tatars.
Le monastère de Sarova, fondé au confluent des rivières Sarovka et Satys, dont les eaux passaient pour avoir un pouvoir de guérison, a donné son nom à la ville. En 1664, le moine Théodose s'installa sur la montagne de Sarov. La première église de Sarov fut fondée en 1706. Le père Séraphin (né Prokhore Isidorovitch Mochnine), devenu saint Séraphin de Sarov, vécut au monastère de 1778 à 1833. En 1903, la famille impériale visita la ville. À cette époque, celle-ci disposait de neuf églises, dont une souterraine, et 320 moines environ vivaient au monastère, qui avait pris le nom de monastère Saint-Séraphin-de-Sarov.
Nicolas II et sa famille visitèrent Sarov pour la canonisation de saint Séraphin, l'empereur lui-même fut un porteur des restes de saint Séraphin lors de leur translation dans la cathédrale. L'impératrice Alexandra avait déjà quatre filles, mais pas encore d'héritier mâle. Elle alla se baigner dans la source miraculeuse de l'oratoire de Saint-Séraphin situé à quelque distance du monastère. Neuf mois après, le tsarévitch Alexis naissait.
En 1923, le monastère fut complètement fermé, à la suite de la répression bolchévique sur les moines, dont un nombre important fut exécuté. Durant la Seconde Guerre mondiale, les bâtiments du monastère furent utilisés comme usines de fabrication des roquettes destinées aux lanceurs Katioucha, dits aussi « orgues de Staline ».
Le monastère et ses églises ont été rendus au culte en 2006.

## Le Centre de recherches nucléaires
En 1946, un ensemble de nouveaux bâtiments fut construit sur les terrains environnant l'ancien monastère, pour accueillir le centre de développement des armes nucléaires, connu en Occident par son acronyme VNIIEF, et dans lequel ont travaillé notamment Igor Kourtchatov, fondateur de la science et de la technologie nucléaires en Union soviétique, et Andreï Sakharov, père de la bombe H soviétique, Sakharov qui, dans ses Mémoires, appelle cette ville « l'Installation ». La ville se vit attribuer le nom de code de KB11 (Bureau de construction N°11) puis d'Arzamas-60 car la ville est située à 60 km de la ville d'Arzamas, l'indication de « 60 » ayant été jugée trop indicative, le nom fut transformé en « Arzamas-16 » et disparut de toutes les cartes et de toutes les statistiques. L'existence même de la ville restera secrète jusqu'en 1989, date à laquelle les Soviétiques publièrent des statistiques sur les quantités d'ordures ménagères produites par villes de l'URSS ; la quantité d'ordures ménagères correspondait à une ville de 80 000 habitants alors que les cartes ne mentionnaient qu'un monastère.

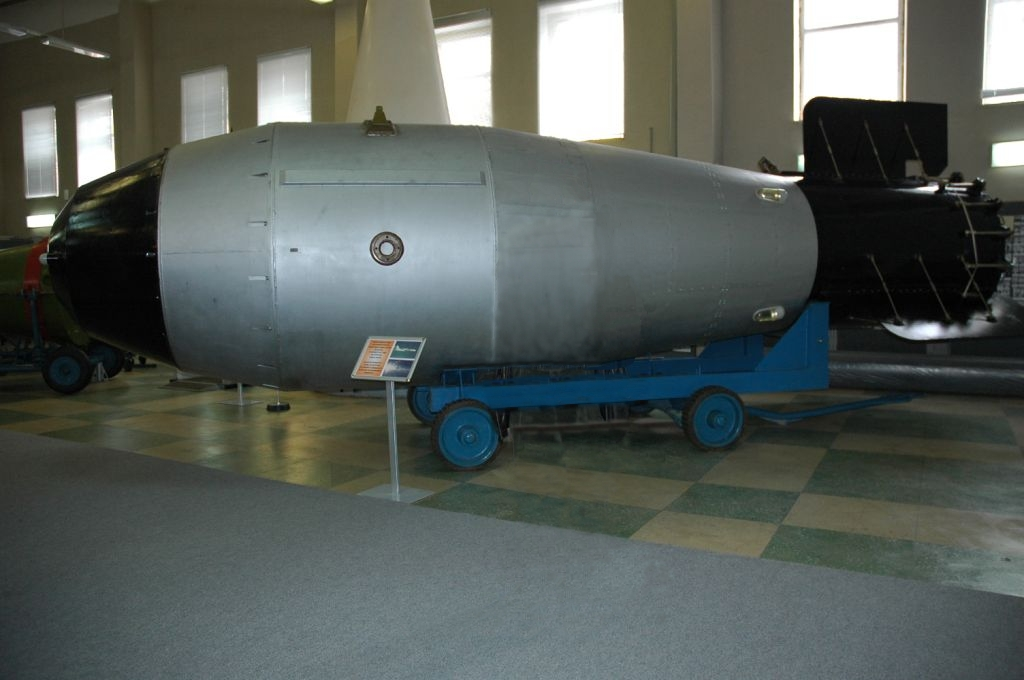
La Tsar Bomba présentée au Musée de la bombe atomique.

Cette nouvelle ville, construite en grande partie par des prisonniers de guerre allemands, héberge en outre un « Musée de la bombe atomique », où sont présentées un certain nombre d'armes nucléaires de l'ère soviétique (vidées de leur contenu) et des photos des personnels ayant participé à leur production. C'est ce musée qui est présenté lors des visites des étrangers. Un second musée existe, montrant tous les détails technologiques, mais celui-ci n'est accessible qu'aux scientifiques russes agréés.
La ville est entourée de barrières surveillées par des patrouilles militaires. Les étrangers, et même les Russes qui ne vivent pas à Sarov, ne sont pas autorisés à y entrer sans permission. Les étrangers qui s'y rendent pour affaires doivent déposer leurs passeports, téléphones portables, appareils photos et caméras au poste de sécurité ; cependant, quelques réalisateurs de documentaires ont pu filmer des séquences à l'intérieur de la ville. La plupart des visiteurs accèdent à Sarov par le train ; celui-ci ne peut pénétrer dans la ville qu'après un arrêt destiné aux contrôles de sécurité des voyageurs et des bagages. Le petit aéroport n'étant généralement accessible qu'aux visiteurs officiels, les visiteurs arrivant par avion débarquent habituellement à l'aéroport de Nijni Novgorod, situé à trois heures de voiture de Sarov.
En 1992, les deux directeurs du Laboratoire national de Los Alamos et du Lawrence Livermore National Laboratory furent invités à visiter le VNIIEF. Pour cette visite, tous les expérimentateurs devant présenter des laboratoires avaient été remplacés par des membres des services spéciaux. Mais il fut tout de même possible de faire passer discrètement à ces deux directeurs un message écrit soulignant la grande détresse économique des habitants de la ville ainsi que le danger quant à la prolifération qui pouvait résulter de l'expatriation des scientifiques à l'étranger. À la suite de cette visite, il fut décidé de créer l'ISTC, destiné à aider à la reconversion les scientifiques proliférants et à les fixer dans leurs laboratoires.
En 1993, la ville fut jumelée à Los Alamos, site du Laboratoire national de Los Alamos, laboratoire de recherche sur les armes nucléaires des États-Unis. La similitude de fonctions des laboratoires russe et américain avait d'ailleurs amené les scientifiques russes à appeler de façon humoristique leur propre laboratoire « Los Arzamas ».
À la demande de ses habitants, la ville se vit rendre son nom originel de Sarov par Boris Eltsine, en août 1995.

## Population
Recensements (*) ou estimations de la population
| 2002*  | 2006   | 2010*  | 2012   | 2013   |
| ------ | ------ | ------ | ------ | ------ |
| 87 652 | 87 755 | 92 047 | 92 996 | 93 428 |

| 2016   | 2019   | 2021   | 2023   | - |
| ------ | ------ | ------ | ------ | - |
| 94 417 | 95 469 | 93 357 | 93 721 | - |

## Lieux à visiter

Église Saint-Séraphin consacrée en 1903.

Le monument emblématique de la ville est le haut clocher du monastère de l'Assomption que l'on retrouve sur le blason de la ville. Il mesure 85 mètres de hauteur.
Sarov et ses environs sont étroitement liés à la vie de saint Séraphin de Sarov. On y trouve une réplique de l'isba où il vécut construite en 1903 pour la venue de Nicolas II. Une statue du saint moine sculpté par Viatcheslav Klykov a été érigée en 1990 et bénie par le patriarche Alexis II en 1991.
L'église Saint-Séraphin est la première en Russie consacrée à saint Séraphin. Elle a été construite en 1897-1903. Elle se trouve contre le palais archiépiscopal où est descendue l'impératrice douairière Marie Féodorovna. Tout à côté, il y a l'église-réfectoire (trapeznaïa) du monastère construite en 1828.
Une statue d'Andreï Sakharov a été érigée dans la partie historique de la ville de Sarov, à l'initiative de l'Institut panrusse de recherche scientifique en physique expérimentale, pour le centenaire de sa naissance.
Dans le cimetière du monastère, l'on remarque la tombe du général Boris Polouektov (1779-1843) et de son épouse, participant aux guerres napoléoniennes et en particulier à la bataille d'Austerlitz et à la bataille de la Moskova. C'était un bienfaiteur du monastère.

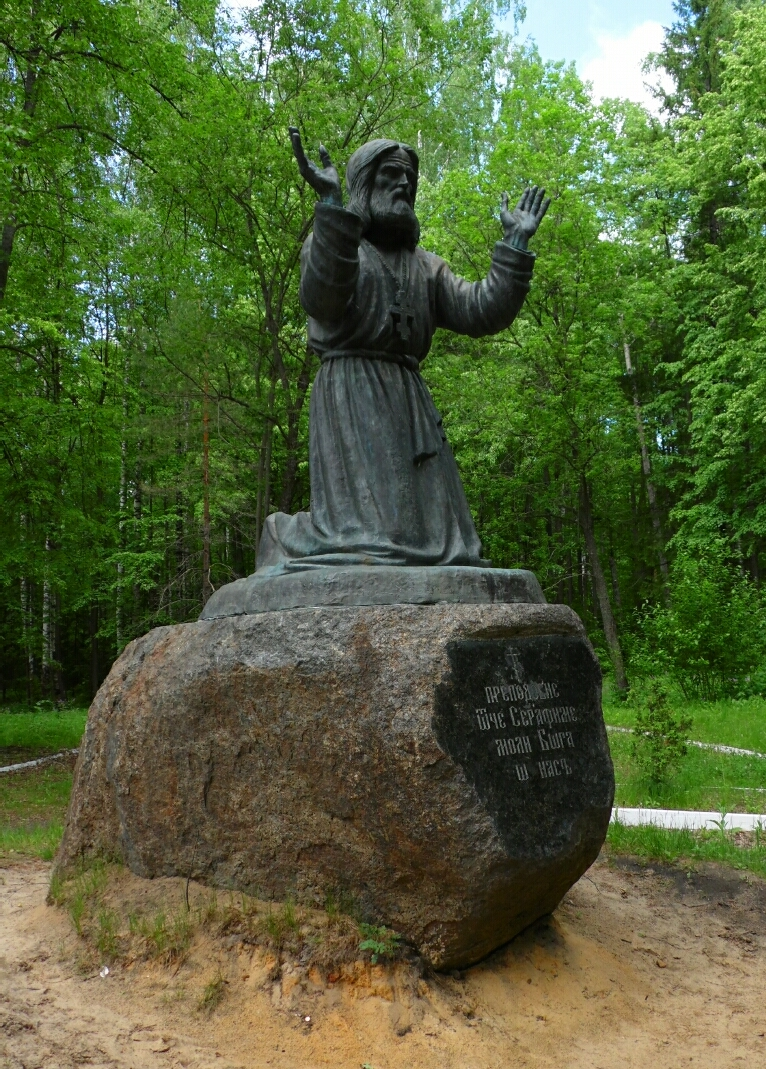
Statue de saint Séraphin de Sarov.
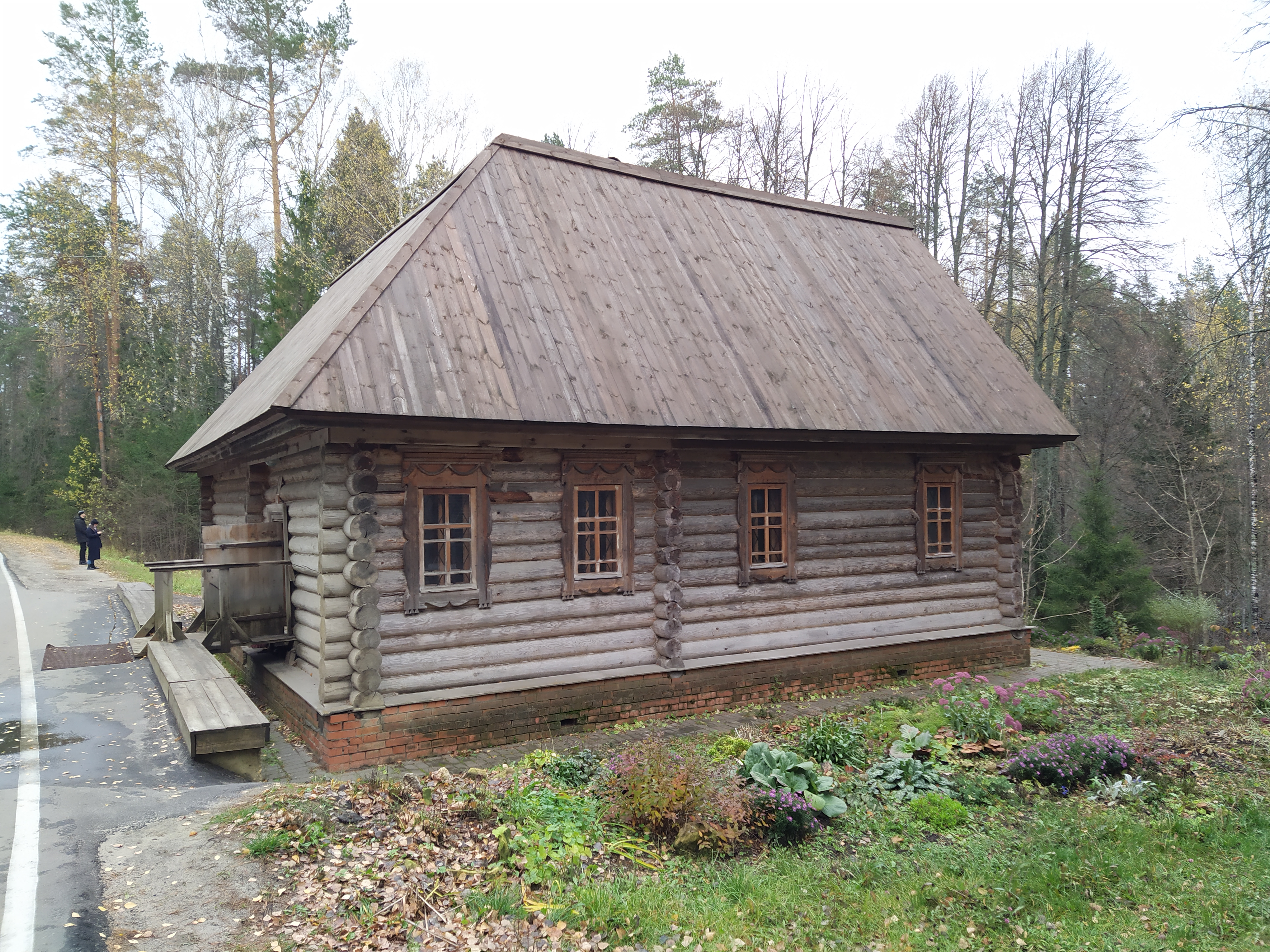
Reproduction de l'izba où vivait Séraphin à son emplacement originel.